# Front de fer

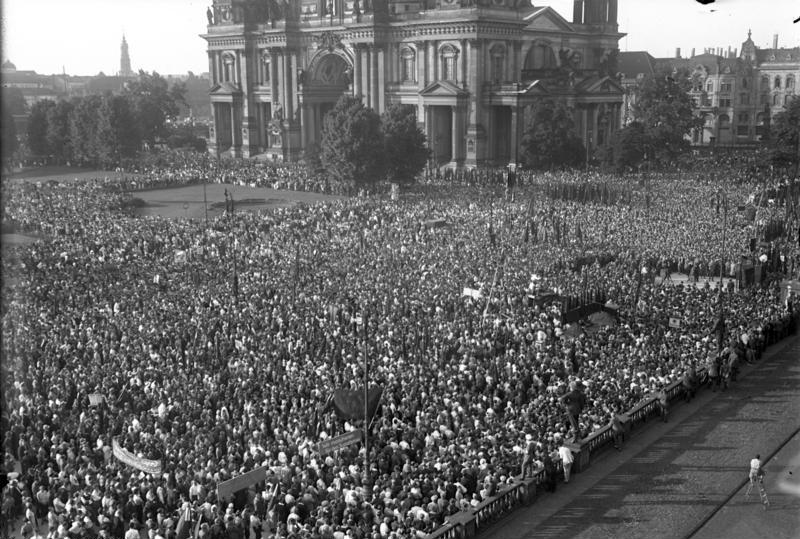
Rassemblent à Berlin en juillet 1932 des partisans de la république de Weimar, du Reichsbanner Schwarz-Rot-Gold et du Front de fer.

Le Front de fer (en allemand, Eiserne Front) est la fusion du Reichsbanner Schwarz-Rot-Gold, de l'Allgemeiner Deutscher Gewerkschaftsbund (ADG), de l'Allgemeiner freier Angestelltenbund (Afa-Bund), du Parti social-démocrate d'Allemagne (SPD) et du Arbeiter-Turn und Sportbundes (ATSB) en un mouvement de résistance allemande au nazisme, de résistance au communisme, et de résistance au monarchisme réactionnaire.
Le Front de fer s'opposait principalement à l'aile Sturmabteilung (SA) du parti nazi et à l'aile Antifaschistische Aktion du Parti communiste allemand.

## Histoire
Le Front de fer est fondé le 16 décembre 1931 à l'initiative du Reichsbanner Schwarz-Rot-Gold, afin de pouvoir faire un contrepoids à la fusion des mouvements antidémocratriques fusionné dans le front de Harzburg.
La direction politique de l'union défensive revient au président du SPD Otto Wels, la direction technique au président du Reichsbanner Karl Höltermann.
L'annonce du combat provoque une remotivation temporaire auprès des partisans de la république de Weimar, mais l'enthousiasme retombe après l'acceptation du Preußenschlag le 20 juillet 1932.

Les Trois Flèches, symbole du Front de fer

Le symbole du Front de fer est les Trois Flèches qui répondent à la croix gammée nazie. Elles sont interprétées différemment. Pour les opposants du Front de fer[réf. nécessaire], elles représentent les trois ennemis de la démocratie : les communistes, les monarchistes et les nazis ; en revanche, pour les partisans du mouvement ouvrier, elles sont les partis politiques, les syndicats et le Reichsbanner, les symboles de la force politique, économique et physique du Front de fer. Ernst Thälmann, secrétaire du Parti communiste d'Allemagne (KPD), qualifiait le Front de fer d'« organisation terroriste du fascisme social ».
Le Front de fer cesse d'exister le 2 mai 1933 en même temps que la dissolution des syndicats et la répression du mouvement ouvrier après l'arrivée des nazis au pouvoir.

### Influence et héritage
Son logo aux trois flèches a été adopté par d'autres partis socialistes, incluyant la Section française de l'Internationale ouvrière.[À attribuer]

## Source de la traduction
- (de) Cet article est partiellement ou en totalité issu de l’article de Wikipédia en allemand intitulé « Eiserne Front » (voir la liste des auteurs).